# Jakob Stämpfli
Jakob Stämpfli (Wengi, 23 febbraio 1820 – Berna, 15 maggio 1879) è stato un politico svizzero.
Nel dicembre 1854 è stato eletto nel Consiglio federale svizzero, rimanendovi fino al dicembre 1863.
Nel corso del suo mandato ha diretto il Dipartimento di giustizia e polizia (1855), il Dipartimento politico (1856, 1859 e 1862), il Dipartimento delle finanze (1857-1858) e il Dipartimento militare (1860-1861 e 1863).
Era rappresentante del Partito Liberale Radicale.
Ha ricoperto la carica di Presidente della Confederazione svizzera tre volte: nel 1856, nel 1859 e nel 1862.